# 邱鏞
邱鏞（？年—1725年8月6日），字惕若，江南淮安府山陽縣人，衛籍，清朝官员。康熙五十四年（1715年）乙未科進士。

## 生平
治易經，康熙五十二年癸巳科（1713年）中第三十九名舉人。康熙五十四年（1715年）乙未科會試中式第五十一名，殿試三甲進士。康熙五十八年四月補四川省鄰水縣知縣，修復公署，立“古鄰州”坊。康熙五十八年（1719年）十月十三日到任。雍正三年六月二十八日（1725年8月6日），在任病故。